# Jan Paweł Gromnicki
Jan Paweł Maria Gromnicki herbu Prawdzic (ur. 15 stycznia 1872 w Wachnówce, gub. kijowskiej, zm. 9 lipca 1956 w Słomnikach) – radca tytularny, starszy ułan 14 pułku Ułanów Jazłowieckich oraz sędzia.

## Życiorys
Urodził się jako syn Piotra, marszałka pow. berdyczowskiego, właściciela Wachnówki oraz Eweliny z Kotowiczów Gromnickich. Ukończył gimnazjum w Odessie, następnie w 1897 prestiżowe Imperatorskie Liceum Aleksandrowskie w Petersburgu (wcześniej Imperatorskie Carskosielskie Liceum).
Po zakończeniu edukacji pracował jako urzędnik Ministerstwa Dróg i Komunikacji w Starej Uszycy na Podolu, osiągając rangę cywilną radcy tytularnego. 25 lipca 1899 poślubił Helenę Tokarzewską-Karaszewicz h. Trąby, córkę Stefana i Laury z Janiszewskich h. Strzemię (ur. 10. VIII 1853 w Czabanówce, zm. 11 .III. 1930 w Paryżu). Helena była siostrą Jana Tokarzewskiego-Karaszewicza. Po ślubie mieszkali w majątku Czabanówka, a następnie w nabytym majątku Hołubecze, koło Krzyżopola.
W latach 1916–1918 Jan Gromnicki był jednym z organizatorów Polskiej Organizacji Wojskowej w Odessie. Po wybuchu rewolucji październikowej, wraz z synami wstąpił w Odessie do dowodzonego przez majora Konstantego Pliskowskiego Dywizjonu Jazdy przy 4 Dywizji Strzelców Polskich, późniejszego 14 pułku Ułanów Jazłowieckich. Brał udział w kampanii w Małopolsce Wschodniej przeciwko oddziałom ukraińskim. Walczył między innymi w sławnej bitwie pod Jazłowcem, podczas której oswobodzony został klasztor sióstr Niepokalanek, których współzałożycielką była Marcelina Darowska – siostra Eweliny Gromnickiej.
W październiku 1919 mianowany został referentem aprowizacji w Baranowiczach. W 1920 wstąpił ponownie, ochotniczo, do 14 pułku Ułanów Jazłowieckich i wziął udział w wojnie polsko-bolszewickiej. Następnie mianowany został referentem aprowizacji w Krzemieńcu, a później w Kowlu i Kamieniu Koszyrskim.
Jako prawnik został wcielony do Korpusu Sądowego Wojska Polskiego i pracował jako aplikant przy Sądzie Okręgowym w Łucku. W 1921 mianowany sędzią pokoju w Międzyrzeczu, a następnie sędzią grodzkim w Równem i Bodzentynie. Od 1936 pracował jako notariusz w Słomnikach.
W tym samym roku został też wiceprezesem Towarzystwa „Strzelec” oraz prezesem Koła Przyjaciół Harcerstwa.
Po II wojnie światowej, w 1947, powołany do rocznego wykonywania obowiązków sędziego grodzkiego w Słomnikach i pełnił tę funkcję jednocześnie będąc notariuszem. Zmarł 9 lipca 1956 w Słomnikach i został pochowany na Cmentarzu Rakowickim w Krakowie.

## Odznaczenia
- Krzyż Walecznych
- Brązowy Medal za Długoletnią Służbę
- Medal Niepodległości
- Medal Dziesięciolecia Odzyskanej Niepodległości[5]
- Medal Pamiątkowy za Wojnę 1918-1921